# 사진첩

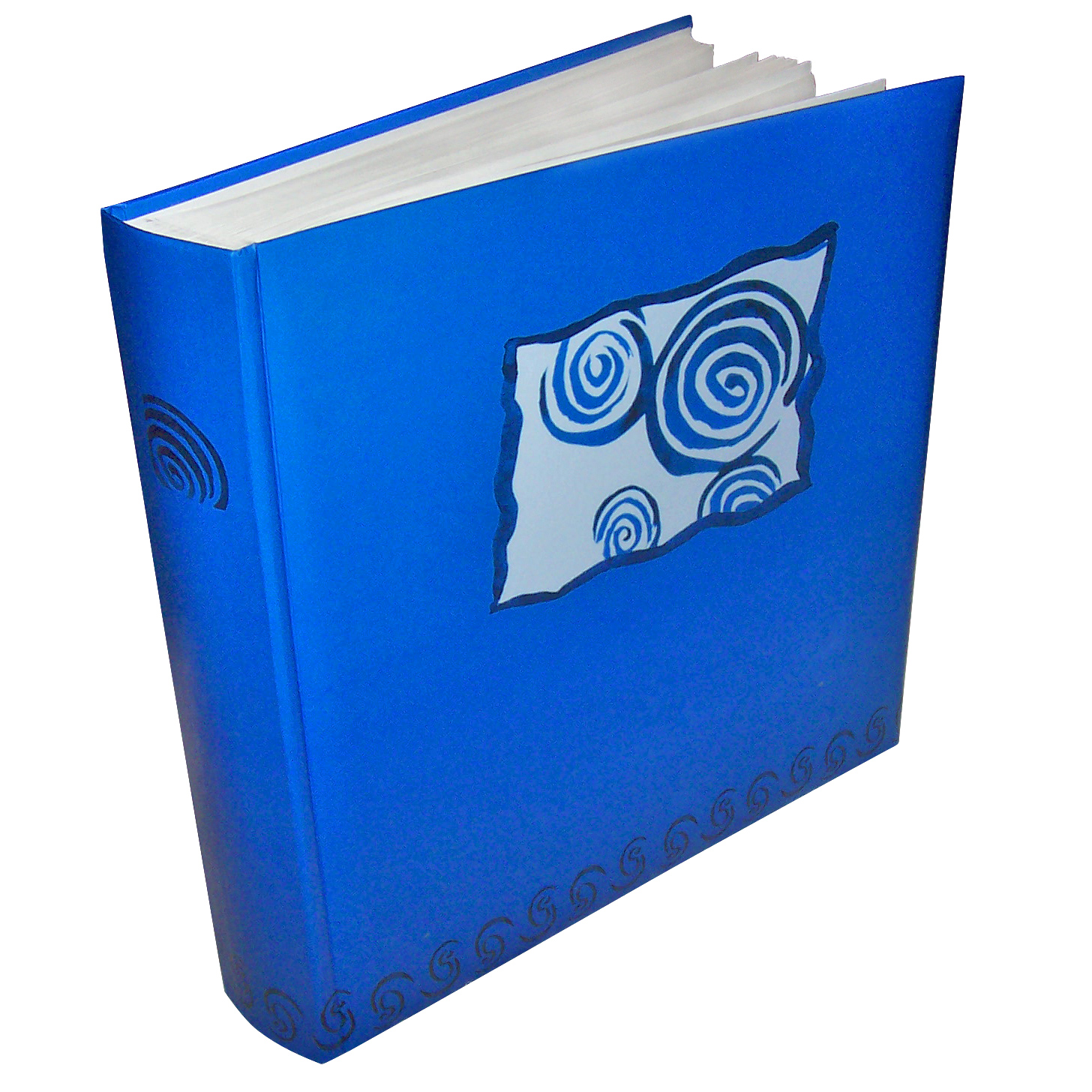
사진첩

사진첩(寫眞帖)은 사진을 볼 수 있도록 나란히 정리하는 책자이다. 영어식 표현인 앨범(영어: album)이라고도 한다. 전통적인 사진첩은 책과 비슷한 형태가 일반적이고, 사진 자체를 자유롭게 붙여 개인이 만드는 유형과 학교의 졸업앨범처럼 인쇄되어 만드는 유형 등이 있다.
20세기 후반부터는 컴퓨터와 디지털 카메라의 보급에 의해, 사진 및 기타 이미지를 디지털 정보로 관리하는 것도 쉬어져서, 기록 매체나 인터넷에서 기존의 사진첩 풍으로 정리한 것도 앨범이라고 불리게 되었다.

## 온라인 앨범
웹 상에서 촬영한 사진을 업로드하고 공개할 앨범을 만들 수도 있다. 다양한 서비스가 있으며, 사진 편집, 크기 및 레이아웃 변경, 커버 디자인 변경 등을 할 수 있다.